# Главен мозък
Мозък пренасочва насам.  За други значения вижте Мозък (пояснение).
Главният мозък (на латински: encephalon; на старогръцки: ἐγκέφαλος) е главният и най-сложно устроен орган на централната нервна система при хордовите животни, като при черепните се намира изцяло в черепна кутия. Има важна регулираща, обединяваща и координираща роля по отношение функциите на всички други органи.
В ранните периоди от развитието на централната нервна система (ембриогенезата) главният мозък се състои от три т.нар. мозъчни мехурчета – предно, средно и задно. От тях чрез неравно разделяне на предното и задното произлизат пет мозъчни мехурчета. По този начин се дава началото на петте части на главния мозък. Относително най-големият обем на главния мозък у човека е свързан със силното развитие на двете мозъчни полукълба, което обуславя и високото развитие на функциите на централната нервна система.
При повечето безгръбначни животни се наблюдава струпване на нервни клетки в предната част на тялото или в главата. Това образувание също се нарича мозък. Въпреки че няма същия анатомичен и хистологичен строеж като този на хордовите, функцията на мозъка е сходна и съобразена с типа на нисшите животни.

## Разположение и размери
Главният мозък е продължение на гръбначния мозък и се разполага в черепната кухина. Теглото му при човек е средно около 1350 g (1100 – 1800 g), което не е от значение за интелекта на човек – доказано е, че някои велики учени и писатели са имали по-малък обем на мозъка. При жените средната маса на мозъка е с около 100 g по-малка, заради по-малката им телесна маса. Мозъкът при новородено е около 400 g и тъй като изразходва изключително много енергия при бебетата, те спят продължително, за да може мозъка да расте. С навършването на 6 годишна възраст масата му става 90% от крайната си стойност. След 50 – 55 годишна възраст, масата на мозъка започва да намалява. От главния мозък излизат 12 чифта черепно-мозъчни нерви. По антропологични измервания на обема черепната кутия сред кроманьонците е установено, че той е бил по-голям от този на днес живеещите хора (до 1800 – 2000 mm³).
Средно тегло на главния мозък при различни видове животни:
| Вид             | Тегло, g    |
| --------------- | ----------- |
| Кашалот         | 7800        |
| Финвал          | 6930        |
| Слон            | 4783        |
| Косатка         | 5620        |
| Гърбат кит      | 4675        |
| Сив кит         | 4317        |
| Гренландски кит | 2738        |
| Гринди          | 2670        |
| Афала           | 1500 – 1600 |
| Възрастен човек | 1300 – 1400 |
| Морж            | 1020 – 1126 |
| Питекантроп     | 850 – 1000  |
| Камила          | 762         |
| Жираф           | 680         |
| Хипопотам       | 582         |
| Морски леопард  | 542         |
| Кон             | 532         |
| Горила          | 465 – 540   |
| Бяла мечка      | 498         |
| Домашно говедо  | 425 – 458   |
| Шимпанзе        | 420         |
| Новороден човек | 350 – 400   |

| Вид                      | Тегло, g |
| ------------------------ | -------- |
| Орангутан                | 370      |
| Калифорнийски морски лъв | 363      |
| Ламантин                 | 360      |
| Тигър                    | 263,5    |
| Лъв                      | 240      |
| Гризли                   | 234      |
| Домашна свиня            | 180      |
| Ягуар                    | 157      |
| Овца                     | 140      |
| Павиан                   | 137      |
| Макак резус              | 90 – 97  |
| Куче                     | 72       |
| Тръбозъб                 | 72       |
| Бобър                    | 45       |
| Голяма бяла акула        | 34       |
| Акула дойка              | 32       |
| Домашна котка            | 30       |
| Бодливи свинчета         | 25       |
| Саймири                  | 22       |
| Мармоти                  | 17       |
| Зайци                    | 10 – 13  |
| Птицечовка               | 9        |

| Вид                     | Тегло, g  |
| ----------------------- | --------- |
| Алигатор                | 8,4       |
| Белка                   | 7,6       |
| Опосуми                 | 6         |
| Филипински кожокрил     | 6         |
| Мравояди                | 4,4       |
| Морско свинче           | 4         |
| Колхидски фазан         | 4,0       |
| Таралеж                 | 3,35      |
| Тупаи                   | 3         |
| Броненосци              | 2,5       |
| Сова                    | 2,2       |
| Плъх (с тегло 400 g)    | 2         |
| Яребица                 | 1,9       |
| Хомяковидни             | 1,4       |
| Слонски земеровки       | 1,3       |
| Домашно врабче          | 1,0       |
| Пъдпъдък                | 0,9       |
| Костенурки              | 0,3 – 0,7 |
| Lithobates catesbeianus | 0,24      |
| Отровници               | 0,1       |
| Шлаер                   | 0,097     |
| Зелен гущер             | 0,08      |

Кората на главния мозък има различна дебелина, като при човека тя е 3 до 5 mm. Браздите увеличават значително площта на сивото вещество. Броят на мозъчните клетки е еднакъв на единица площ и е около 146 000 броя на mm². Следователно количествените различия в мозъчната кора при животните и човека не са в зависимост от гъстотата на клетките, а от повърхността на мозъчната кора. Така при човека се съдържат 30 милиарда, при говедото – 7,8 милиарда; при шимпанзето – 7,1 милиарда; при плъха 65 милиона. Площта на мозъчната кора е при човек – 22 dm²; при горилата – 5,4 dm²; при шимпанзето – 4,9 dm²; при плъха – 0,05 dm².
Въпреки че при синия кит масата на мозъка е най-голяма, съпоставима с теглото на тялото му тя е 1/100, при слона е 6/100, а при човека е 1/40.

## Устройство
Главният мозък се състои от следните части:
- Мозъчен ствол
- Междинен мозък
- Малък мозък
- Краен мозък

От своя страна мозъчният ствол се разделя на продълговат мозък, мост и среден мозък.
Органите на централната нервна система (тоест главен и гръбначен мозък) са покрити от три мозъчни обвивки(менинги) – външна или твърда мозъчна обвивка; средна или паяжовидна обвивка; вътрешна или мека обвивка. Вътрешната навлиза дълбоко в мозъчните бразди. Между меката и паяжовидната има пространство, наречено подпаяжовидно. Обвивките на мозъка имат огромно значение в изхранването му, тъй като са доста добре кръвоснабдени.
Във вътрешността на главния мозък се намират свързани помежду си кухини, наречени мозъчни стомахчета. Те са 4 и са свързани с централния канал на гръбначния мозък и с паяжиновидната вътрешна мозъчна обвивка.

### Сиво и бяло мозъчно вещество
Подобно на гръбначния мозък, главният мозък се състои от сиво мозъчно вещество и бяло мозъчно вещество.

#### Сиво мозъчно вещество
Съдържа неврони (около 86 милиарда). Разположено е повърхностно – в кората на главния и малкия мозък и във вътрешността на всички мозъчни ядра. В зависимост от взаимодействието на мозъчните ядра с други структури се разделят на:
- Сетивни ядра – получават нервни импулси от рецепторите и ги препращат към другите ядра.
- Собствени – получават и предават нервни импулси само в границите на мозъка.
- Моторни (двигателни) – получават нервни импулси от първите две и ги предават към мускулите. Ако импулсите достигат до вътрешни органи, ядрата се наричат висцемоторни.

#### Бяло мозъчно вещество
Бялото мозъчно вещество съдържа аксоните на невроните, които са групирани във:
- Възходящи пътища – свързват по-долни отдели от гръбначния мозък с по-високи от гръбначния и главния мозък;
- Низходящи пътища – свързват по-горни отдели от главния или гръбначния мозък с по-долни.

Намира се по повърхността на продълговатия мозък, моста, средния и междинния мозък, а при крайния и малкия – във вътрешността.
То образува центровете на някои важни дейности на организма като център на дишането, на кръвообращението, на слюноотделянето и други.

#### Ретикуларна формация
В почти всички отдели на главния мозък (без крайния) в бялото мозъчно вещество се намират пръснати тела на неврони, поединично и на малки групи. Те са разположени извън ядрата със сиво мозъчно вещество. Носят наименованието „мрежеста формация“, тъй като израстъците им са преплетени и изграждат триизмерна мрежа. Това е най-старата и примитивна филогенетично развила се структурна част на мозъка. Простира се по цялото протежение на мозъчния ствол. Състои се от 30 ядра с разнообразни по вид неврони. Най-типични са неврони с дълги дендрити и силно разклоняващи се аксони. Представлява система от връзки между долните и висшите дялове на мозъка. Поддържа нивото на активност в кората и така определя състоянието на будност. Благодарение на нея ние се будим нощем от необичаен шум или от детски плач. Тя интегрира и обобщава информацията, достигаща до нея от различни източници по разнообразни аферентни пътища. Мрежестата формация има отговорността за регулиране на възбудимостта и тонуса на всички отдели на нервната система.

## Мозъчен ствол

### Продълговат мозък(medulla oblongata)
Представлява продължение на гръбначния мозък в черепната кухина и има сходно устройство с него, защото има същото разположение на сиво и бяло мозъчно вещество. Има приблизително цилиндрична форма, леко разширена в горната част. За него са характерни т.нар. пирамиди (две изпъкналости, разположени странично на централната бразда), образувани от влакната на пирамидалните пътища.
Сивото мозъчно вещество е групирано в ядра, свързани с образуването на някои черепномозъчни нерви, които участват в безусловни рефлекси, като кашляне, кихане, повръщане, бозаене. Там се намират важните центрове за дишане и сърдечен ритъм. От него излиза така нареченият блуждаещ нерв, който преминава през гръдния кош и стига до коремната област, където инервира вътрешните органи. Увреждането му е почти винаги несъвместимо с живота.

### Мост (pons)
Продължение на продълговатия мозък. Разположен е между продълговатия и средния мозък. На повърхността му излизат черепномозъчни нерви. Ядрата, които се намират във вътрешността на моста, са сетивни и моторни.
Осигуряват сетивността в областта на главата и регулират мускулите на лицето. Ядрата на моста са свързани със слуха и равновесието.

### Малък мозък (cerebellum)
Разположен е зад моста и чрез 3 чифта бяло мозъчно вещество се свързва с продълговатия мозък, моста и средния мозък. Изграден е от 2 полукълба, които са свързани с междинна част, наречена червей. Сивото вещество е разположено главно в кората му и се нарича малкомозъчна кора. Тя е набраздена, което увеличава повърхността ѝ. Вътрешността е изградена от бяло мозъчно вещество, което заобикаля центрове от сиво мозъчно вещество. Свързан е с гръбначния мозък, двигателната част на мозъчната кора и равновесния апарат.
Малкият мозък регулира дейността на опорно-двигателния апарат, като участва в равновесието, координирането на движенията в пространството и запазването на мускулния тонус.
В малкия мозък се натрупва „моторна програма“ за всички волеви действия (хранене, плуване, свирене на пиано), които без участието му биха се изпълнявали много трудно.
Мостът и малкият мозък някъде се срещат под обобщеното название заден мозък.

### Среден мозък (mesencephalon)
Средният мозък е продължение на моста и е разположен между него и междинния мозък. Във вътрешността му се намират моторните ядра на 2 черепномозъчни нерва. Заедно с още един нерв, който се намира в моста, се осигурява движението на очните ябълки. По предната страна на средния мозък преминават 2 големи потока бяло мозъчно вещество, които се наричат мозъчни крачета. В задната страна се намират 4 възвишения наречени четирихълмие. Всяко възвишение съдържа мозъчни ядра. Двете горни са свързани със зрителната функция, а двете долни със слуховата. Свързани са чрез нервни пътища с нервните клетки в гръбначния мозък, които инервират мускулите. Регулират безусловните ориентировъчни реакции (реакции за „заставане нащрек“) – при слухово или светлинно дразнение насочват тялото по посока на дразнението, или несъзнателно затваря съответния клепач преди да се осъзнае, че някой предмет лети към окото.
Тази част от мозъка има водеща роля при рибите и земноводните. В централната част на средния мозък се намира струпване на тъмно оцветени нервни клетки, което се нарича субстанция нигра (substantia nigra). Те изпращат информация до ядрата в основата на крайния мозък и така взимат участие в контролирането на двигателната дейност. Увреждането на тези клетки води до паркинсонова болест, при която треперят ръцете, походката е забавена, а лицето е безизразно и масковидно, със затихнала мимическа активност.

## Междинен мозък (diencephalon)
Междинният мозък се намира в сърцевината на главния мозък, разположен е след средния мозък и е изцяло покрит от двете полукълба на крайния мозък. Към междинния мозък се отнасят двата хълма (таламус) и подхълмието (хипоталамус). Хълмовете са съставени от множество ядра, до които достигат всички възходящи пътища от сетивните органи с изключение на обонянието. Таламусът е наричан още вратата на сетивността. На нивото на таламуса се извършва първата елементарна обработка на постъпващата сетивна информация.
Хипоталамусът е разположен под таламуса. От най-ниско разположената му част излиза тънко стъбло, на което е прикрепена хипофизата. Хипоталамусът съдържа множество ядра, които са свързани с важни функции на организма. В него се намират центровете за регулиране на апетита, телесната температура и кръвното налягане.
В някои центрове се синтезират хормони, които отиват до задния дял на хипофизата и от там в кръвта, а в други хормони, които постъпват направо в кръвообращението и регулират функции на някои жлези. Основната му роля е да обединява нервните, в частност нервно-вегетативните, с ендокринните функции в организма.
Смята се, че заедно с мрежестата формация и мозъчната кора, междинният мозък е един от центровете на болевата чувствителност. Тук се намира най-важният център на вегетативните функции, както и на някои форми на поведение. От прикачената към него ендокринна жлеза (епифиза) се контролират и функции от сетивен и хуморален характер.

## Краен мозък (telencephalon)
Крайният мозък е доминиращата част на главния мозък. Състои се от две полукълба (хемисфери), наречени церебрални, които са свързани помежду си с бяло мозъчно вещество, наречено мазолесто тяло (корпус калозум). Към мозъчните хемисфери принадлежат и структури на т.нар. базални ганглии (подкорови ядра) и на лимбичната система. Базалните ганглии участват в регулацията на движенията, а лимбичната система участва в механизмите на емоциите и паметта. През него минават аксони, които свързват симетрични части от двете полукълба. Крайният мозък е толкова силно развит при човека, че „покрива“ почти изцяло останалите дялове на мозъка. Те може да се видят, само ако се повдигнат полукълбата му или частично се отстранят. Разполага се в черепната кутия, заемайки и трите черепни ямки.

### Мозъчна кора (Cerebral cortex)
Съставлява около 40% от главния мозък. Разположена е по периферията на крайния мозък и е изградена от сиво мозъчно вещество. Има дебелина от 2 до 5 mm и нееднородна структура. Невроните, които я изграждат, са подредени в шест слоя. Образува бразди (sulci cerebri) и гънки (gyri cerebri), които увеличават многократно нейната повърхност. По-дълбоките разделят повърхността и на няколко дяла:
- Челен (Lobus frontalis)
- Теменен (Lobus parietalis)
- Тилен (Lobus occipitalis)
- Слепоочен (Lobus temporalis)
- Островен (Lobus insularis)
- Лимбичен (Lobus limbicus)

Тя е най-висшият дял на главния мозък. Свързана е с другите дялове на главния и гръбначния мозък и по този начин контролира основните жизнени процеси на целия организъм. Свързана е с адаптивните способности на човека и цялата му съзнателна дейност.

### Ляво и дясно полукълбо
Всяко полукълбо има 3 повърхнини – медиална, долна и горно-латерална. Бялото мозъчно вещество в тях е изградено от нервни влакна, които свързват:
- различни части на кората на всяко полукълбо, без да напускат границите му.
- симетрични участъци от двете полукълба; най-голямото струпване на такива влакна се нарича мазолесто тяло.
- кората с други части на главния и на гръбначния мозък.

В двете полукълба се намират базалните ядра, които, подобно на мозъчната кора, са изградени от сиво мозъчно вещество. Имат тесни връзки с мозъчната кора, малкия мозък, мрежестата субстанция и червеното ядро. Участват в двигателната активност на мускулатурата.
Лявото полукълбо отговаря за логическите и лингвистичните страни на умствената дейност, като:
- логика
- детайлно ориентиране
- факти, правила
- думи и език
- научно познание, математика
- търсене на доказателства
- последователност и закономерност в разбиранията
- използва база реалност и конкретни факти
- създаване на стратегия
- практичност

Дясното полукълбо отговаря за образността, цялостността и емоционалността на умствената дейност, като:
- чувства
- ориентирано към общата картина
- въображението
- настояща и бъдеща философия и религия
- интуитивна преценка на обстоятелства и ситуация
- специални възприятия и усет
- база-фантазия и допускания
- настоящи възможности
- импулсивност
- ум

Като цяло хората с по-развито мислене чрез лявото полукълбо на мозъка са хора на логиката, детайлите, правилата, думите, познанието, практичността и реализма.
Хората с по-развито мислене чрез дясното полукълбо на мозъка са хора на чувствата, ориентирани към „голямата картина“, въображението, символизма, философията и поемането на рискове.

## Мозъчни обвивки (meninges)
Главният мозък има три мозъчни обвивки, които са пряко продължение на обвивките на гръбначния. От костната основа към мозъка са както следва:
- Твърда мозъчна обвивка (Dura mater encephali). Тази обвивка изпълнява ролята и на надкостница. Прикрепена за костите на черепната кухина, но с изключение на областта на черепната основа и по шевовете на черепния покрив може да се отлепва. Тази обвивка образува множество вгъвания към черепната кухина.
- Паяжиновидна обвивка (Arachnoidea mater encephali). Това е най-тънката от трите мозъчни обвивки. Тя е свързана посредством съединителнотъканна нишка с меката главномозъчна обвивка и сравнително трудно се отделя от нея. Пространството между меката и паяжиновидната мозъчни обвивки е изпълнено с цереброспинална течност.
- Мека мозъчна обвивка (Pia mater encephali). Тази обвивка покрива плътно повърхността на мозъка. Изградена е от колагенни, ретикуларни и еластични влакна и няколко реда плоски клетки.

## Хистологичен строеж
Различните участъци на кората се отличават по своята цитоархитектоника (разположение на нервните клетки), миелоархитектоника (разположение на нервните влакна) и по функционалното си значение. Такива участъци се наричат корови полета, представляващи корови ядра на висшия анализ и синтез на нервните импулси в сетивните и двигателните анализатори. Коровите невронни мрежи са изградени от еднакъв брой неврони независимо от естеството на полето.
Нервните клетки на кората на големите полукълба имат пирамидна, звездовидна, вретеновидна и други форми, но преобладават пирамидните и звездовидните нервни клетки, като пирамидните са и най-специфичните нервни клетки в кората на големите полукълба. В строежа на кората съществува обща принципна еднаквост в хистологичния строеж, изразяващ се в подреждане на невроните в полетата в 6 слоя:
- Молекулен слой. Изграден е от малко количество асоциативни клетки с вретеновидна форма и от израстъците на подлежащите слоеве от нервни и ганглиеви клетки. Разполага се под меката мозъчна ципа.
- Външен (повърхностен) слой. Нарича се още и слой на малките пирамидни клетки и се образува от нервни клетки с пирамидна форма с размери 10 – 12 μm, сочещи с върховете си към мозъчната повърхност. Дендритите на тези клетки навлизат в молекулния слой. Невронът на клетките или навлиза в бялото вещество или след извиване също се насочва към молекулния слой.
- Пирамиден слой. Това е най-дебелият слой от мозъчната кора. Пирамидните клетки са големи с размери от 10 до 40 μm, а дендритите им се разклоняват наблизо и се свързват със синапси. Невритите от тези клетки излизат от основата на клетките и завършват в сивото вещество или отиват в бялото мозъчно вещество. Приема се, че тези клетки заедно с подлежащите пирамидни клетки от ганглиевия слой образуват висшите двигателни центрове в кората, откъдето излизат двигателни нервни пътища.
- Вътрешен зърнест слой. Изграден е от звездовидни нервни клетки. Той може да липсва при някои мозъчни полета, като двигателните, но в сетивните и особено слуховото, обонятелното и зрителното е много добре развит.
- Ганглиев слой. Образуван е от големи пирамидни клетки, които на места достигат гигантски размери. Пирамидните клетки съдържат добре развити нислови телца. Техните неврити образуват главните пътища на двигателните нерви от главния до гръбначния мозък. Клетките в двигателните центрове образуват стълбове от сиво вещество, поради това че тук бялото вещество навлиза между сивото.
- Полиморфен слой. Изграден е от клетки с разнообразна форма, след които преобладават вретеновидните. Невритите им навлизат в двигателните пътища на главния мозък, а дендритите достигат до противоположния молекулен слой. В сетивните корови полета полиморфният слой е много добре развит.

Мозъчната кора в областта на моторните нервни центрове има силно развити трети и пети слой и тук носи названието агрануларна мозъчна кора. В сетивните центрове са развити максимално втори, четвърти и шести слой.
Бялото мозъчно вещество на мозъчната кора е изградено от снопове нервни влакна с миелинова обвивка, идващи от кората. Част от тях отиват в ствола на главния мозък. В областта на мозъчната греда нервни влакна на бялото вещество образуват връзки между двете полукълба. Трета част от влакната, след като преминат през сивите ядра на кората, отиват в малкия мозък.
Стволът, подобно на гръбначния мозък, е свързан с периферията на чувствителните и двигателните влакна на главномозъчните нерви. Между неговите масти съществува нервна връзка. В ствола се намират и сиви ядра, чието предназначение е да превключват нервните импулси, насочени в кората на полукълбата и малкия мозък, и на импулсите, идващи от кората към ствола на гръбначния мозък. Ядрата на сивото вещество в ствола са изградени от мултиполярни неврони. Те са двигателни асоциативни и чувствителни.
Продълговатият мозък е задната част на ствола. През него преминават нервните пътища, свързващи всички отдели на главния мозък с гръбначния. Разположените тук центрове съдържат големи мултиполярни клетки, чиито неврити образуват синаптични връзки с нервните клетки на малкия мозък и зрителното ядро, червеното ядро, ретикуларната формация и гръбначния мозък. Ретикуларната формация е изградена от голям бройнервни влакна, преминаващи в различни посоки и в своята съвкупност образуват мрежа, в която са разположени малки групи от мултиполярни нервни клетки, притежаващи малък брой дълги дендрити, а техните неврити са насочени към кората на полукълбата и към гръбначния мозък. Бялото мозъчно вещество на продълговатия мозък се състои от миелинови снопове нервни влакна.
Твърдата обвивка е плътна и неразтеглива, изградена от съединителна тъкан, сраснала е с черепните кости (в областта на главния мозък). Съставена е от два преливащи се един в друг слоя – външен и вътрешен (lamina fibrosa externa et interna). При венозните синуси, те се раздвояват една от друга. Външният слой има много кръвоносни съдове и нервни влакна. Този слой изпълнява функцията на периост на черепните кости. Вътрешният слой е изграден от плътна фиброзна съединителна тъкан.
Паяжиновидната обвивка е съставена от фиброцити, влакна от колаген и еластин. От вътрешната и повърхност към подлежащата мека обвивка излизат повлекла, които образуват т.нар. цистерни.
Меката мозъчна обвивка е изградена от хлабава съединителна тъкан. С кръвоносните съдове тя навлиза в мозъка. Там, където са локализирани мозъчните стомахчета, участва в образуването на съдовия сплит. Сплитът е съставен от епителен слой и съединителнотъканна основа. Капилярите са по-пропускливи от мозъчните. По повърхността на епителния слой се наблюдават микровили.

## Ембрионално развитие на главния мозък
Главният мозък се залага от предния, все още незатворен край на нервната тръба. В тази си част тя има форма на нервна бразда. Наблюдава се постепенно разрастване и образуване на сравнително голямо нервно мехурче. Предната му част има кълбовидна форма и се обособява като преден дял – архенцефалон. Задната е леко удължена и се означава като заден дял – девтеренцефалон. На по-късен етап между тези два дяла се разраства и трети (междинен) – мезенцефалон. На този етап от развитие мехурчетата получават и нови наименования. Предното е прозенцефалон, средното – мезенцефалон, а задното – ромбенцефалон. Трите отдела на предната част на нервната тръба са извити подковообразно, като най-изпъкналата част е мезенцефалона. Задният отвор на нервната тръба се затваря напълно, а от предния отдел остава само малка част в областта на най-изпъкналата част на мезенцефалона. От прозенцефалона странично израстват две очни мехурчета. Това са първоначалните заложби на очите, които, растейки, се отдалечават от прозенцефалона, но запазват връзката си с него. След този етап настъпва ново разделяне на мозъчните мехурчета. Прозенцефалонът се разделя на предно (теленцефалон) и задно (диенцефалон), мезенцефалонът не се променя, а ромбенцефалонът се разделя също на предно (метенцефалон) и задно (миеленцефалон). Така вече са налице всички части на главния мозък. От теленцефалона ще се формират двете големи полукълба, от диенцефалона – междинният мозък, от мезенцефалона – средният, от метенцефалона – малкият, а от миеленцефалона – продълговатият мозък.
Отделните мозъчни заложби започват интензивно да нарастват. Между тях остава тънка еднослойна ектодерма, която се превръща в епедимна покривка. Нарича се lamina epithelialis. Между заложбите на полукълбата и в областта на продълговатия мозък в нея се разрастват намиращите се в образуващата се обвивка кръвоносни съдове. Образуват се сплитове (plexus chorioidei), които издуват lamina epithelialis към камерите. От празнините на мозъчните мехурчета се получават съответните мозъчни камери и съответните свързващи ги ходове. Най-силно се разрастват заложбите на двете полукълба. Между тях се оформя надлъжна мозъчна цепка (fissura longitudinalis), която постепенно се изпълва със съединителна тъкан (falx cerebri). От стената на двете полукълба основно се формира мозъчната кора. Очертават се мозъчните бразди и гънки. Най-дълбоките бразди се превръщат в мозъчни цепки. Камерите в заложбите на големите полукълба нарастват и дават издувания в челния, тилния и слепоочния отдел.
При човека трите мозъчни мехурчета се появяват в началото на четвърта седмица от бременността. Петте главни дяла на главния мозък се формират в началото на деветата седмица.

## Заболявания на мозъка
- Аутизъм
- Биполярно афективно разстройство
- Болест на Уилсън
- Генерализирано тревожно разстройство
- Глупости и нонсенси
- Депресия
- Епилепсия
- Личностни разстройства
- Личностни разстройства
- Медиатори на удоволствието
- Обсесивно-компулсивно разстройство
- Огнестрелни наранявания на главата
- Системен лупус еритематозус
- Стресови реакции и разстройства
- Тревожни разстройства
- Мозъчен тумор
- Фобии
- Циклофрения
- Шизофрения
- Болест на Паркинсон(увреждане на базалнте ганглии)